# Мемориал Карла Шефера
Мемориал Карла Шефера (нем. Karl Schäfer Memorial) — ежегодный открытый турнир по фигурному катанию, проводившийся в столице Австрии Вене с 1974 по 2008 год. Соревнования проходили в мужском и женском одиночном катании, в парах и танцах на льду. Однако соревнования в парах и танцах проводились не ежегодно. Обычно турнир проходил в середине октября. В 2009 году он был заменён на турнир «Icechallenge».
Мемориал был назван в честь австрийского фигуриста, двукратного олимпийского чемпиона в мужском одиночном катании Карла Шефера. Иногда этот турнир ещё называли «Vienna Cup».
В 1997 году и в 2005 году соревнование включалось в квалификацию для отбора на Олимпиады.
В 2007 году турнир не проводился.

## Медалисты

### Мужчины
| Медалисты в мужском одиночном катании | Медалисты в мужском одиночном катании | Медалисты в мужском одиночном катании | Медалисты в мужском одиночном катании |
| ------------------------------------- | ------------------------------------- | ------------------------------------- | ------------------------------------- |
| Год                                   | Золото                                | Серебро                               | Бронза                                |
| 1974—1978                             | н/д                                   | н/д                                   | н/д                                   |
| 1979                                  | Брайан Орсер                          | Кристофер Хауарт                      | Владимир Расчётнов                    |
| 1980                                  | н/д                                   | н/д                                   | Нил Патерсон                          |
| 1981                                  | Норберт Шрамм                         | Кевин Паркер                          | Иван Кралик                           |
| 1982—1984                             | н/д                                   | н/д                                   | н/д                                   |
| 1985                                  | Дэниел Доран                          | Андрей Торосян                        | Томас Визер                           |
| 1986                                  | Майкл Слипчук                         | Нильс Кёпп                            | Андраш Сараз                          |
| 1987                                  | Руди Галиндо                          | Мэттью Холл                           | Юрий Цымбалюк                         |
| 1988                                  | Вячеслав Загороднюк                   | Рико Кранерт                          | Марк Митчелл                          |
| 1989                                  | Вячеслав Загороднюк                   | Элвис Стойко                          | Ронни Винклер                         |
| 1990                                  | н/д                                   | н/д                                   | н/д                                   |
| 1991                                  | Дмитрий Дмитренко                     | Шеперд Кларк                          | Хенрик Валентин                       |
| 1992                                  | Дмитрий Дмитренко                     | Игорь Пашкевич                        | Константин Костин                     |
| 1993                                  | Майкл Чак                             | Жольт Керекеш                         | Бесарион Цинцадзе                     |
| 1994                                  | Руди Галиндо                          | Жольт Керекеш                         | Илья Кулик                            |
| 1995                                  | Дэн Холландер                         | Патрик Майер                          | Роман Екимов                          |
| 1996                                  | Сабольч Видраи                        | Иван Динев                            | Деймон Аллен                          |
| 1997                                  | Дэн Холландер                         | Энтони Лю                             | Иван Динев                            |
| 1998                                  | Энтони Лю                             | Трифун Живанович                      | Свен Майер                            |
| 1999                                  | Венсан Рестанкур                      | Андрей Влащенко                       | Джастин Диллон                        |
| 2000                                  | Вахтанг Мурванидзе                    | Джеффри Лэнгдон                       | Деррик Делмор                         |
| 2001                                  | Сергей Давыдов                        | Вахтанг Мурванидзе                    | Джеффри Баттл                         |
| 2002                                  | Станислав Тимченко                    | Фредерик Дамбье                       | Трифун Живанович                      |
| 2003                                  | Фредерик Дамбье                       | Скотт Смит                            | Николас Янг                           |
| 2004                                  | Андрей Лезин                          | Станик Жаннетт                        | Николас Янг                           |
| 2005                                  | Томаш Вернер                          | Грегор Урбас                          | Вахтанг Мурванидзе                    |
| 2006                                  | Андрей Лутай                          | Томаш Вернер                          | Кристоффер Бернтссон                  |
| 2007                                  | Турнир не проводился                  | Турнир не проводился                  | Турнир не проводился                  |
| 2008                                  | Нобунари Ода                          | Самуэль Контести                      | Томаш Вернер                          |

### Женщины
| Медалисты в женском одиночном катании | Медалисты в женском одиночном катании | Медалисты в женском одиночном катании | Медалисты в женском одиночном катании |
| ------------------------------------- | ------------------------------------- | ------------------------------------- | ------------------------------------- |
| Год                                   | Золото                                | Серебро                               | Бронза                                |
| 1974                                  | Сюзанна Дриано                        | Сильвия Фонтен                        | Сузан Макдоналд                       |
| 1975                                  | Хедер Кемкаран                        | Изабель де Наварре                    | Соня Балун                            |
| 1976                                  | н/д                                   | н/д                                   | н/д                                   |
| 1977                                  | Клаудия Кристофич-Биндер              | Синди Перпич                          | Сузан Макдоналд                       |
| 1978                                  | н/д                                   | н/д                                   | н/д                                   |
| 1979                                  | Марина Игнатова                       | Соня Штанек                           | Трейси Уэйнман                        |
| 1980                                  | н/д                                   | н/д                                   | н/д                                   |
| 1981                                  | н/д                                   | Дайан Огибовски                       | н/д                                   |
| 1982                                  | Розанна Тоуви                         | Мелисса Томас                         | Наталья Лебедева                      |
| 1983                                  | Лесли Сайкс                           | Марадит Файнберг                      | Наталья Овчинникова                   |
| 1984                                  | Натали Сассевиль                      | Марина Тверитинова                    | Ингрид Карль                          |
| 1985                                  | Марина Тверитинова                    | Сара Макиннес                         | Симоне Ланг                           |
| 1986                                  | Тамара Теглаши                        | Стефани Шмид                          | Ивета Воралова                        |
| 1987                                  | Наталья Горбенко                      | Холли Кук                             | Катрин Пауэлс                         |
| 1988                                  | Нэнси Керриган                        | Эвелин Гросман                        | Тамара Теглаши                        |
| 1989                                  | Жозе Шуинар                           | Таня Кринке                           | Холли Кук                             |
| 1990                                  | н/д                                   | н/д                                   | н/д                                   |
| 1991                                  | Николь Бобек                          | Таня Бингерт                          | Катержина Беранкова                   |
| 1992                                  | Татьяна Рачкова                       | Нэнси Лемьё                           | Ивонне Покорны                        |
| 1993                                  | Кристина Цако                         | Таня Шевченко                         | Ольга Маркова                         |
| 1994                                  | Зузанна Швед                          | Кристина Цако                         | Мария Бутырская                       |
| 1995                                  | Кристина Цако                         | Юлия Лаутова                          | Юлия Шебештьен                        |
| 1996                                  | Юлия Лаутова                          | Анна Рехнё                            | Эмбер Коруин                          |
| 1997                                  | Чэнь Лу                               | Тоня Квятковски                       | Юлия Воробьёва                        |
| 1998                                  | Летиция Юбер                          | Эмбер Коруин                          | Зузана Паурова                        |
| 1999                                  | Сара Хьюз                             | Кристина Цако                         | Юлия Шебештьен                        |
| 2000                                  | Юлия Солдатова                        | Дианна Стеллато                       | Сабина Войтала                        |
| 2001                                  | Ванесса Гусмероли                     | Юлия Шебештьен                        | Ирина Лукьяненко                      |
| 2002                                  | Галина Маняченко                      | Мириам Мансано                        | Сабина Войтала                        |
| 2003                                  | Юлия Лаутова                          | Диана Пот                             | Луция Краусова                        |
| 2004                                  | Виктория Волчкова                     | Диана Пот                             | Джоанн Картер                         |
| 2005                                  | Лю Янь                                | Ким Ёнсук                             | Флер Максвелл                         |
| 2006                                  | Элене Гедеванишвили                   | Даньелл Кейл                          | Радка Бартова                         |
| 2007                                  | Турнир не проводился                  | Турнир не проводился                  | Турнир не проводился                  |
| 2008                                  | Каролина Костнер                      | Елена Глебова                         | Аннетт Дитрт                          |

### Парное катание
| Медалисты в парном катании | Медалисты в парном катании             | Медалисты в парном катании         | Медалисты в парном катании           |
| -------------------------- | -------------------------------------- | ---------------------------------- | ------------------------------------ |
| Год                        | Золото                                 | Серебро                            | Бронза                               |
| 1974—1995                  | н/д                                    | н/д                                | н/д                                  |
| 1996                       | Кёко Ина / Джейсон Данджен             | Ольга Семкина / Андрей Чувиляев    | Саманта Марчант / Чад Хоуз           |
| 1997                       | Елена Белоусовская / Станислав Морозов | Даньелл Хартселл / Стив Хартселл   | Катержина Беранкова / Отто Длабола   |
| 1998                       | Даньелл Хартселл / Стив Хартселл       | Катержина Беранкова / Отто Длабола | Ольга Бестендигова / Йозеф Бестендиг |
| 1999                       | н/д                                    | н/д                                | н/д                                  |
| 2000                       | Лора Ханди / Джонатон Хант             | Тиффани Скотт / Филип Дюлебон      | Сабрина Лефрансуа / Жером Бланшар    |
| 2001—2004                  | н/д                                    | н/д                                | н/д                                  |
| 2005                       | Татьяна Волосожар / Станислав Морозов  | Анабель Ланглуа / Коди Хей         | Тиффани Вайс / Дерек Трент           |
| 2006—2008                  | н/д                                    | н/д                                | н/д                                  |

### Танцы на льду
| Медалисты в танцах на льду | Медалисты в танцах на льду             | Медалисты в танцах на льду                | Медалисты в танцах на льду             |
| -------------------------- | -------------------------------------- | ----------------------------------------- | -------------------------------------- |
| Год                        | Золото                                 | Серебро                                   | Бронза                                 |
| 1974                       | н/д                                    | н/д                                       | н/д                                    |
| 1975                       | Эва Колодзей / Тадеуш Гура             | Полин Джи / Ричард Норрис                 | Зузи Хандшман / Петер Хандшман         |
| 1976—1986                  | н/д                                    | н/д                                       | н/д                                    |
| 1987                       | Наталья Анненко / Генрих Сретинский    | Катрин Бек / Христофф Бек                 | Коринн Пальяр / Дидье Куртуа           |
| 1988                       | Лариса Федоринова / Евгений Платов     | Кристина Керекеш / Чаба Сентпетери        | Джоди Балог / Джерод Суоллоу           |
| 1989                       | Людмила Берёзова / Владимир Фёдоров    | Моника Мандикова / Оливер Пекар           | Пенни Манн / Ричард Перкинс            |
| 1990                       | н/д                                    | н/д                                       | н/д                                    |
| 1991                       | Эми Уэбстер / Лейф Эриксон             | Паскаль Вро / Давид Кенсак                | Изабель Лабоссье / Митчелл Гулд        |
| 1992                       | Дара Бейли / Рок Лемей                 | Ольга Першанкова / Пётр Чернышев          | Елена Грушина / Руслан Гончаров        |
| 1993                       | Агнешка Доманьская / Марцин Гловацкий  | Натали Жилле / Оливье Лорес               | Мари Джеймс / Филип Аскью              |
| 1994                       | Мишель Фицджеральд / Винсент Кайл      | Агнес Жакмар / Алексис Гайе               | Барбара Фузар-Поли / Маурицио Маргальо |
| 1995                       | Ивона Филипович / Михаль Шумский       | Барбара Питон / Александр Питон           | Эллисон Маклин / Конрад Шауб           |
| 1996                       | Ольга Шарутенко / Дмитрий Наумкин      | Доминик Деньо / Мартьяль Жаффредо         | Анн Шеньо / Оливье Шапюи               |
| 1997                       | Татьяна Навка / Николай Морозов        | Екатерина Давыдова / Роман Костомаров     | Галит Хаит / Сергей Сахновский         |
| 1998                       | Албена Денкова / Максим Ставиский      | Алия Уабдесселам / Бенжамен Дельма        | Ангелика Фюринг / Бруно Эллингер       |
| 1999                       | Джули Кибл / Лукаш Залевский           | Александра Кауц / Филип Бернадовский      | Катержина Ковалова / Давид Шурман      |
| 2000                       | н/д                                    | н/д                                       | н/д                                    |
| 2001                       | Сильвия Новак / Себастьян Колясиньский | Федерика Файелла / Массимо Скали          | Алла Бекназарова / Юрий Кочерженко     |
| 2002                       | Марика Хамфрис / Виталий Баранов       | Эмили Нассер / Мэтью Гейтс                | Наталья Гудина / Алексей Белетский     |
| 2003                       | Анастасия Гребёнкина / Вазген Азроян   | Шинед Керр / Джон Керр                    | Хилари Гиббонс / Джастин Пекарек       |
| 2004                       | н/д                                    | н/д                                       | н/д                                    |
| 2005                       | Маргарита Дробязко / Повилас Ванагас   | Кристин Фрейзер / Игорь Луканин           | Кристина Байер / Вилльям Байер         |
| 2006                       | Оксана Домнина / Максим Шабалин        | Анастасия Платонова / Андрей Максимишин   | Кимберли Наварро / Брент Блмментр      |
| 2007                       | Турнир не проводился                   | Турнир не проводился                      | Турнир не проводился                   |
| 2008                       | Пернель Каррон / Маттьё Жос            | Линн Крингкрайрат / Логан Джульетти-Шмитт | Шарлотт Максуэлл / Ник Тракслер        |